# Touby Lyfoung

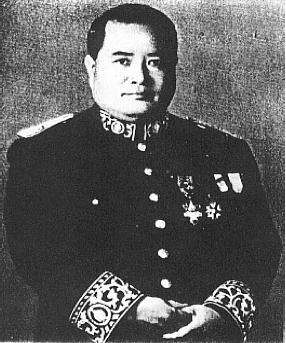
Touby Lyfoung, laotischer Politiker und General

Touby Lyfoung (* 1917 in Nong Het; † 1979) war ein Politiker und General der Hmong. Der in der Provinz Xieng Khouang geborene Politiker wurde eine nationale Berühmtheit. Während seiner langen Karriere, welche unter der Kolonialherrschaft Frankreichs begann und bis zur kommunistischen Machtübernahme 1975 andauerte, unterstützte er das Königliche Lao Gouvernement und die amerikanische Beteiligung am Laotischen Bürgerkrieg.

## Leben

### Unter französischer Herrschaft
Touby Lyfoung war der Sohn von Ly Xia Foung, ein respektierter Mann in der Hmong-Gemeinschaft von Laos, und Schwiegerenkel von Lo Bliayao, einer der ersten Hmong, welcher eine Führungsposition in der laotischen Regierung erreichte. Von einer reichen und bekannten Familie abstammend war es Touby möglich, Schulen im Tiefland sowie eine Universität im benachbarten Vietnam zu besuchen. Touby studierte am französischen Lycée, juristische Fakultät, und an der Administration in Vientiane. Die Franzosen waren von seiner guten Bildung beeindruckt, besonders als Hmong war es nämlich äußerst außergewöhnlich, im französischen Kolonialreich eine solche Ausbildung zu erlangen.
Als einer der ersten Hmong, der im Schulsystem der französischen Kolonien ausgebildet wurde, wählte man ihn 1939 zum Tasseng von Nong Het in der Provinz Xiang Khoang. Im folgenden Jahr war Lyfoung für eine Institution zuständig, welche eine neue Steuer einführte, die es armen Bauern ermöglichte, statt mit Geld mit Opium zu bezahlen. Zu dieser Zeit war der Anbau von Mohn und die Herstellung von Opium für viele Minderheiten eine wichtige Einnahmequelle. Die französischen Kolonialisten wiederum waren von den Steuern des Opiumhandels abhängig, um Infrastrukturprojekte umsetzen sowie Umsatz von den Kolonien machen zu können. Besonders, als sie aufgrund von Konflikten im Zweiten Weltkrieg von ihrem wichtigsten Opiumlieferanten Afghanistan abgeschnitten wurden, halfen die Franzosen Lyfoung, die Produktion in Laos zu steigern.
Als die Japaner Laos im März 1945 besetzten, wurde Touby aufgrund seiner Zusammenarbeit mit der früheren Kolonialherrschaft festgenommen. Er entkam und zog in die Berge, wo er Aufstände gegen die Besetzer mit einer Miliz von Hmong, zu der auch sein späterer General Vang Pao gehörte, organisierte und anführte.

### Nach dem Zweiten Weltkrieg
Nach dem Zweiten Weltkrieg ernannten französische Kolonialisten Lyfoung zum Chaomuong (Haupt des Distrikts), was dazu führte, dass die Hmong zum ersten Mal auf nationaler Ebene direkt repräsentiert wurden. Dies hatte aber auch zur Folge, dass sich der Spalt zwischen Lyfoung und Faydang Lobliayao, ein anderer Hmong, dem die Franzosen die frühere Position als Tasseng versprochen hatten, weiter öffnete. Lobliayao entschied sich als Folge, dem kommunistischen und nationalistischen Kampf gegen die französische Herrschaft und später gegen die monarchistische Regierung neben der Pathet Lao beizutreten. Lyfoung dagegen blieb auch dieser Herrschaft treu und führte Truppen im Kampf gegen die Pathet Lao sowie Nordvietnamesen zwischen 1946 und 1954, was diese aus der Provinz Xieng Khouang trieb.
In den 1950er Jahren war Lyfoung maßgeblich an der Formung des neuen Königreichs Laos als eine Nation, welche die Vielfalt ihrer 63 ethnischen Minderheiten anerkannte und trotzdem als ein Land vereint blieb, beteiligt. Er war der erste Hmong und die erste Person einer ethnischen Minderheit insgesamt, der vom laotischen König geehrt wurde, als er zum Minister des Königs gekürt wurde mit dem Titel «Phagna Touby Lyfoung». In den 60er und 70er Jahren führte er seinen lebenslange Kampf für die Würde und Freiheit der Hmong in Laos fort, war auf der Seite der königlichen Regierung im Kampf gegen die Kommunisten und war Anführer einer anti-kommunistischen Bewegung der Hmong gegen die Pathet Lao.

### Tod
Nach der Übernahme des Landes durch die kommunistische Pathet Lao 1975 entschied sich Lyfoung, nicht aus Laos zu fliehen, auch wenn er durch seine Unterstützung des alten Regimes mit Vergeltung rechnen musste. Unter der neuen Regierung wurde er erst zum stellvertretenden Minister für Telekommunikation erkoren, später aber festgenommen und in das Gefangenenlager 1 in der Provinz Houaphan an der vietnamesischen Grenze geschickt. Dies war dasselbe Lager, in dem Mitglieder der Königsfamilie, darunter König Savang Vatthana, vor ihrem Tod inhaftiert wurden. Laut einem anderen Gefangenen, Oberst Khamphan Thammakhanty, wurde Touby während seiner letzten Monate gefesselt, aber die anderen Gefängnisinsassen sollen ihn Lieder singen gehört haben, welche sich über die neue Herrschaft lustig machten. Es wurde gemeldet, dass Lyfoung im April 1979 von einem Wächter erschossen und in der Gegend begraben wurde.